# 川又英雄
川又 英雄（かわまた ひでお、1917年7月29日 - 1993年3月3日）は、日本の経営者。相模鉄道社長を務めた。東京都出身。

## 経歴
1940年に慶應義塾大学経済学部を卒業。日立製作所、京浜急行電鉄での勤務を経て、1952年12月に神奈川トヨペットタクシー常務に就任。1955年5月に相模鉄道に転じ、1958年5月に常務を経て、1959年11月に副社長に就任し、1976年6月に社長に昇格。1988年1月に会長に就任。
1981年11月に藍綬褒章を受章。
1993年3月3日呼吸不全のために死去。75歳没。